# St. Kilian (Assamstadt)

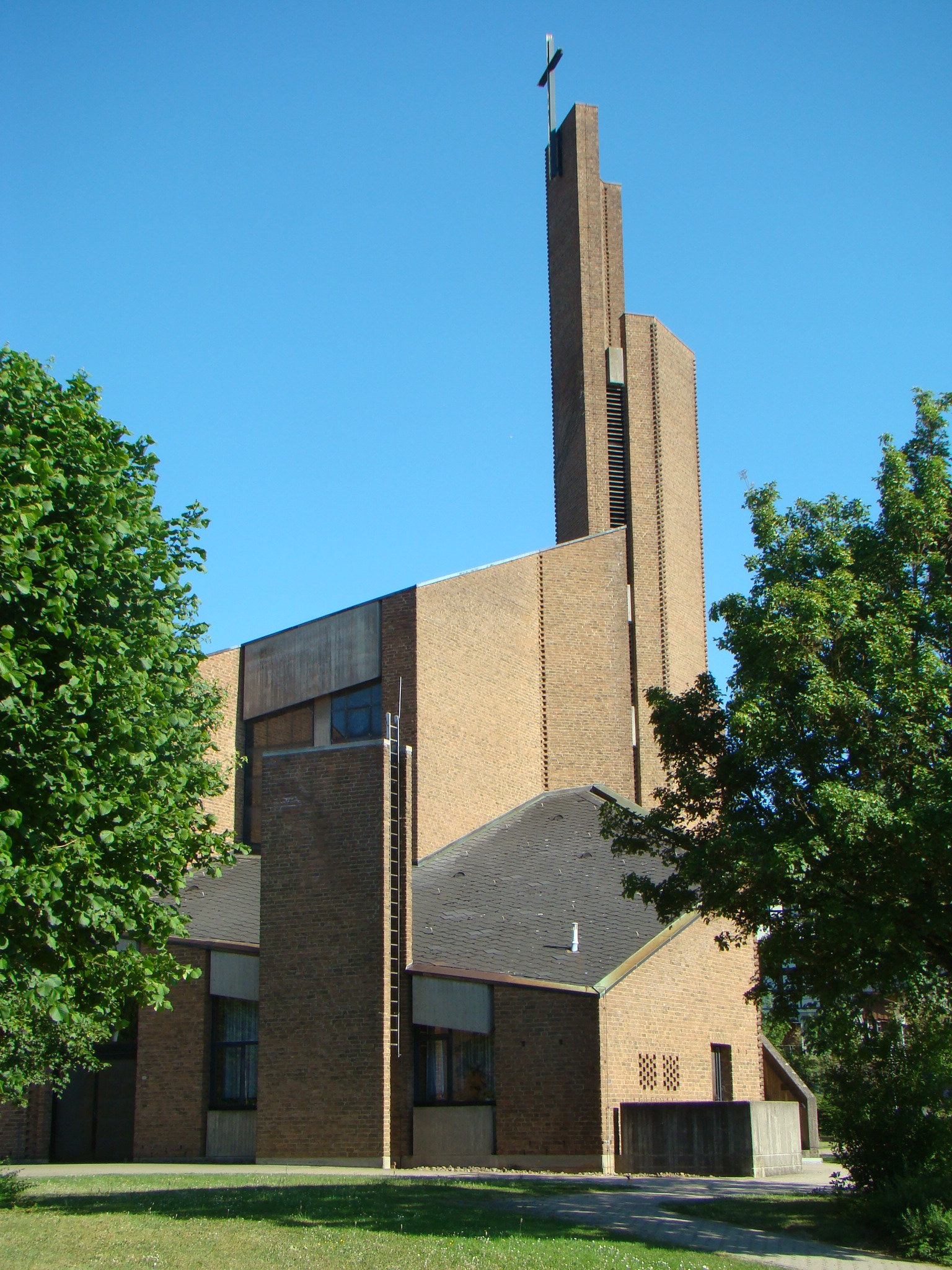
Neue Kilianskirche

Die römisch-katholische Pfarrkirche St. Kilian in Assamstadt im Main-Tauber-Kreis wurde 1971/72 erbaut.
Die Kilianskirche gehört zur Seelsorgeeinheit Krautheim-Ravenstein-Assamstadt, die dem Dekanat Tauberbischofsheim des Erzbistums Freiburg zugeordnet ist. Die Kirche ist ein Kulturdenkmal der Gemeinde Assamstadt und steht als solches unter Denkmalschutz.

## Geschichte
Weil die Alte Kilianskirche zu klein geworden war, kam es von 1971 bis 1972 zum Neubau der Kilianskirche zwischen altem Ortskern und Neubaugebiet. Die Form des Baus lässt an das Schriftwort denken: „Siehe, das Zelt Gottes bei den Menschen“ (Offenbarung 21,3). Die Kirche bietet 850 Personen Platz. Die Weihe der Kirche wurde am 26. August 1973 vollzogen.

## Ausstattung

### Innenraum

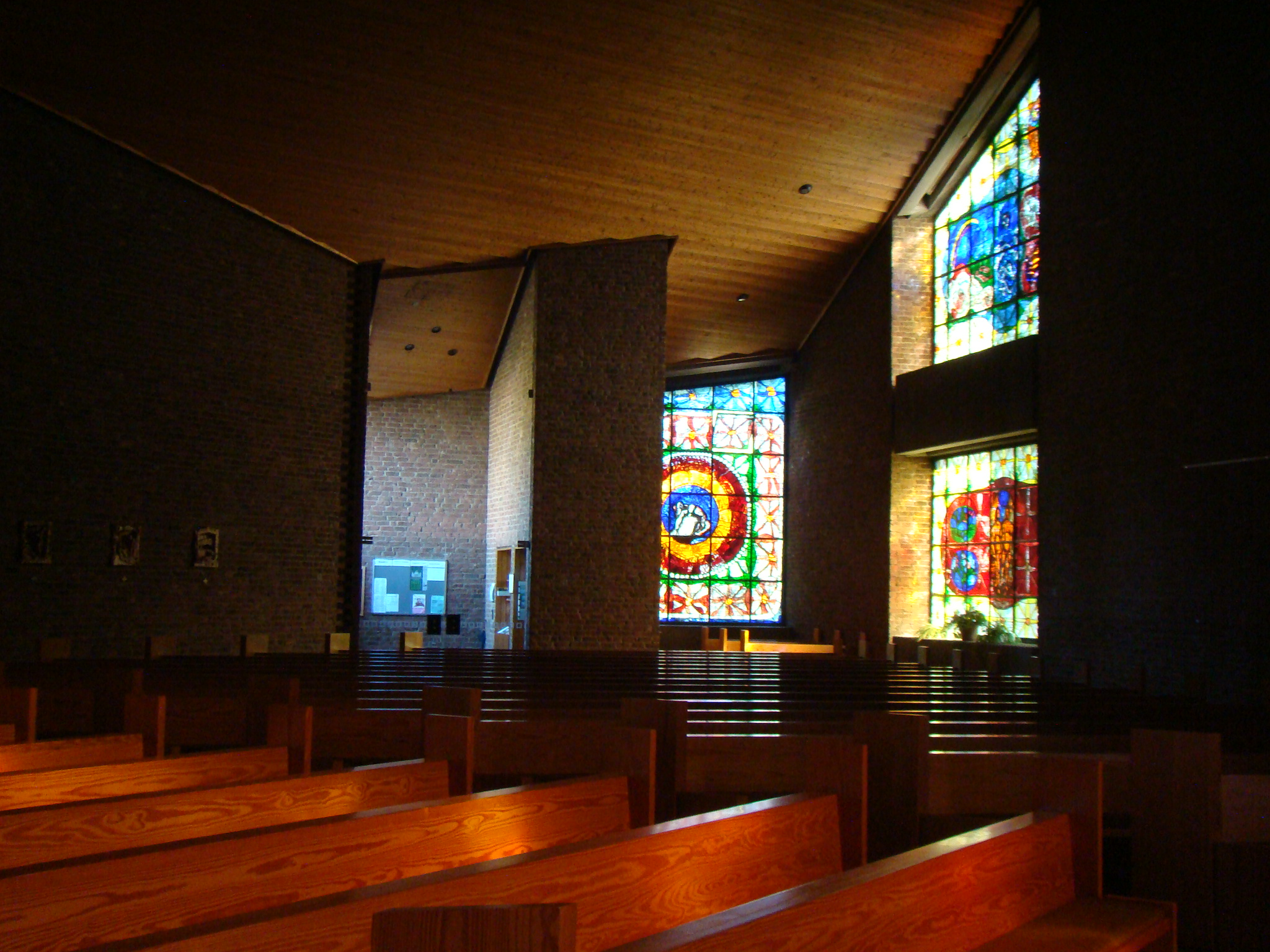
Farbfenster

Die barocken Figuren der Kirchenpatrone Kilian, Kolonat und Totnan konnten vom alten ins neue Gotteshaus übernommen werden, die beiden Seitenaltäre sowie der Hochaltar brachte man nach Kupprichhausen, wo man sie heute noch in der Kirche sehen kann.
Tageslicht fällt durch Bleiglasfenster in leuchtenden Farben, darunter das 16 Meter hohe Chorfenster, das sich auf die Geheime Offenbarung vom himmlischen Jerusalem bezieht. Ein großes Kruzifix aus Lindenholz im Altarraum zeigt den verklärten, wiederkommenden Christus. Weitere Ausstattungsstücke sind der Tabernakel, eine Madonna mit Kind und der Taufstein aus Bronze.

### Orgel
Die Orgel mit 28 Registern wurde 1975 als Opus 140 von der Orgelbau Vleugels (Hardtheim) erbaut. 2014 baute der Orgelbauer Jürgen Lutz eine neue Setzeranlage ein und veränderte den Spieltisch.
| I Hauptwerk C–g3 |       |
| Principal        | 8'    |
| Rohrflöte        | 8'    |
| Salicet          | 8'    |
| Octave           | 4'    |
| Offenflöte       | 4'    |
| Quinte           | 2 ⁄3' |
| Octave           | 4'    |
| Mixtur IV        | 1 ⁄3' |
| Trompete         | 8'    |

| II Brustwerk C–g3 |       |
| Gedeckt           | 8'    |
| Quintade          | 8'    |
| Principal         | 4'    |
| Rohrflöte         | 4'    |
| Sesquialtera      | 2 ⁄3' |
| Octave            | 2'    |
| Sifflöte          | 1 ⁄3' |
| Zimbel III        | 1'    |
| Cromorne          | 8'    |
| Tremulant         |       |

| III Bombardenwerk C–g3 |     |
| Trompeta magna         | 16' |
| Trompeta de batalha    | 8'  |
| Bajoncilla             | 4'  |

| Pedalwerk C–f1 |     |
| Principal      | 16' |
| Subbaß         | 16' |
| Octave         | 8'  |
| Pommer         | 8'  |
| Gemshorn       | 4'  |
| Fagott         | 16' |

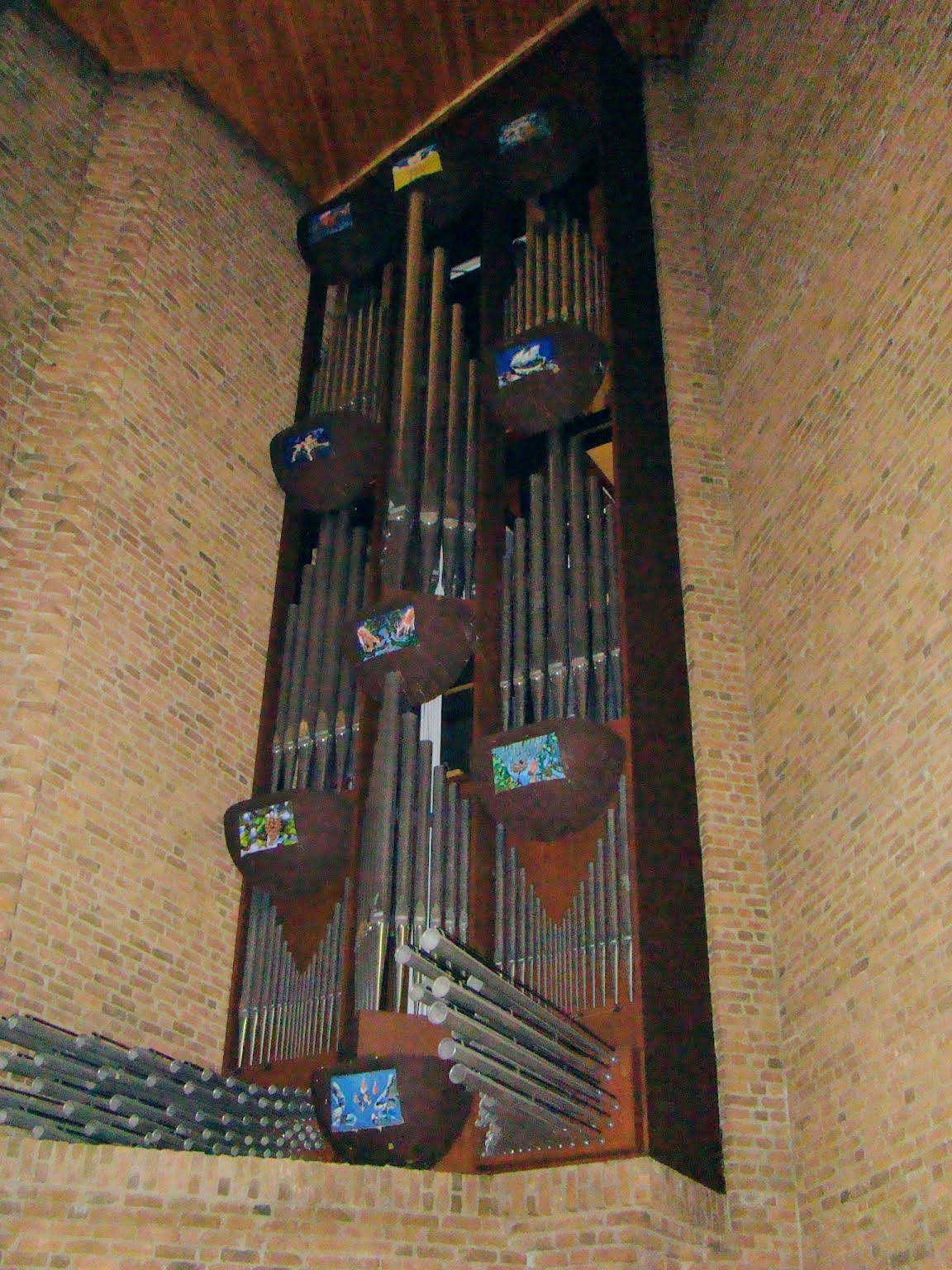
Orgel

- Koppeln: III/I, III/II, II/I, I/P, II/P, III/P

### Glocken
In der rautenförmigen Glockenstube des Kirchturms hängt ein fünfstimmiges Glockengeläut aus Bronze in einem Glockenstuhl aus Stahl. Läutemotiv ist das Salve Regina.
Übersicht
| Glocke | Name               | Gießer                                             | Gussjahr | Durchmesser | Gewicht | Schlagton |
| ------ | ------------------ | -------------------------------------------------- | -------- | ----------- | ------- | --------- |
| 1      | Christus           | Bruder Michael Reuter, Glockengießerei Maria Laach | 2005     | 1465 mm     | 2155 kg | des'±0    |
| 2      | Hl. Maria          | Glockengießerei Bachert, Heilbronn                 | 1949     | 1193 mm     | 0980 kg | f'±0      |
| 3      | Hl. Kilian         | Friedrich Wilhelm Schilling, Heidelberg            | 1954     | 1033 mm     | 0750 kg | as'+2     |
| 4      | Bernhard von Baden | Friedrich Wilhelm Schilling, Heidelberg            | 1954     | 0912 mm     | 0498 kg | b'±0      |
| 5      | Sterbeglocke       | Friedrich Wilhelm Schilling, Heidelberg            | 1954     | 0761 mm     | 0287 kg | des"+3    |

In den Uhrschlag einbezogen sind die Glocken 2 (Stundenschlag) und 3 (Viertelstundenschlag). Zifferblätter der Turmuhr sind aber nicht vorhanden.